# Elle me dit
"Elle me dit" é uma canção do cantor e compositor britânico Mika , lançado como single na França antes do lançamento de seu terceiro álbum de estúdio The Origin of Love. Mika re-gravou a canção em Inglês sob o título de "Emily" que também está incluída no seu álbum The Origin of Love, "Elle me dit" é uma faixa bônus da edição padrão francês do álbum e de todas as edições deluxe internacionais.

## Tema
A canção foi especulada pela primeira vez quando uma segunda prévia foi publicada online em 1 de Julho de 2011. Apenas dez dias depois os franceses da loja online de música iTunes Store ouviram a música em formato de download digital. Esta foi uma das três músicas que Mika escreveu durante uma sessão bem sucedida com o seu amigo e compositor francês Doriand. Ele lembrou:
| “ | Eu queria escrever em francês por um tempo, eu liguei para o meu amigo, o escritor Doriand e lhe perguntei se ele gostaria de passar uma semana comigo no estúdio e despreparados montamos um acampamento em La Fabrique que fica em Provence. No dia eu escrevia e à noite eu iria dormir na cama do estúdio. Dentro de três dias, tinha escrito "82 Rue Des Martyr", "Blame It On The Weather" e "Elle Me Dit". Por alguma razão após 12 meses do nada as músicas foram chegando e elas eram boas. | ” |

## Vídeo
O vídeo da música foi lançado em 16 de agosto de 2011. E ele mostra uma família dançando e cantando junto com a música individualmente, os membros da família discutem e se comportam maliciosamente. O vídeo apresenta um conjunto bem conhecido de atores franceses, incluindo Fanny Ardant, Marie-Clotilde Ramos-Ibanez, Daisy Broom, Patrice Pujol, Axel Huet.

## Lista de faixas
Download Digital
1. Elle me dit 3:38

CD single
1. Elle me dit (Radio Edit) 3:27
2. Elle me dit (Beataucue Remix) 5:14

## Paradas
| Paradas (2011)                    | Melhor posição |
| --------------------------------- | -------------- |
| Bélgica (Ultratop 50 de Flandres) | 9              |
| Bélgica (Ultratop 50 da Valônia)  | 1              |
| Canadá (Canadian Hot 100)         | 43             |
| França (SNEP)                     | 1              |
| Eslováquia (Rádio Top 100)        | 65             |
| Suíça (Schweizer Hitparade)       | 16             |

### Paradas no final do ano
| Chart (2011)                     | Position |
| -------------------------------- | -------- |
| Belgian Singles Chart (Flanders) | 74       |
| Belgian Singles Chart (Wallonia) | 14       |
| French Singles Chart             | 8        |
| French Airplay Chart             | 15       |